# Championnat de France espoirs de rugby à XV
Ne doit pas être confondu avec Coupe Frantz-Reichel.
Le championnat de France espoirs de rugby à XV est une compétition annuelle réservée aux équipes de catégorie de jeunes, « moins de 21 ans » depuis 2019, rassemblant les clubs dont l'équipe première évolue en compétition professionnelle, ainsi que plusieurs clubs de division fédérale suivant leurs résultats sportifs. Depuis 2007, il se compose d'une phase qualificative de trois poules de dix équipes, avec une phase finale pour chaque poule.
La compétition est également appelée championnat de France Frantz Reichel-espoirs, depuis que la compétition a été jumelée avec la Coupe Frantz-Reichel.

## Historique
Jusqu'à la saison 2018-2019, cette compétition annuelle mettait aux prises les trente clubs professionnels de rugby, c'est-à-dire les quatorze équipes du Top 14 et les seize équipes de la Pro D2. À partir de cette date « le niveau des équipes Espoirs est détaché de celui des équipes premières avec un système de promotion-relégation entre les niveaux Espoirs fédéraux 1, 2 et 3 à partir de la saison 2018-2019. Concrètement, un club qui évolue en Fédérale 3, mais qui fait de la formation un réel objectif, pourra aller s’exprimer en championnat Espoirs fédéraux 1 s’il le mérite sur le terrain »,.

## Organisation
Obligatoire pour les trente clubs professionnels, cette compétition qui est née avec le professionnalisme, remplace les matchs des équipes réserves, les équipes B de première division, et s'adresse aux joueurs de moins de 21 ans. Chaque club a toutefois le droit d’engager des joueurs de première ligne de moins de 25 ans, ainsi que quatre autres joueurs de plus de 25 ans.
Jusqu'à la saison 2006-2007 le championnat était composé de trois poules géographiques de dix équipes. Depuis 2007, le championnat est composé de trois poules de dix équipes classés selon les résultats obtenus par chacun d’entre eux par leurs équipes des catégories Espoirs, Reichel, Crabos, Alamercery, Gaudermen et de la classification du centre de formation, durant les deux saisons écoulées. La poule 1 est dite poule Élite.
Le vainqueur de la finale de la poule 2 accède à la poule 1 la saison suivante à la condition qu’il soit classé parmi les 15 premiers du classement établi selon les critères définis dans les principes généraux. Le vainqueur de la finale de la poule 3 accède à la poule 2 la saison suivante à la condition qu’il soit classé parmi les 25 premiers du classement établi selon les critères définis dans les principes généraux.
Pour la saison 2014-2015, la formule du championnat change, elle ne compte plus que 2 poules. La poule Élite (poule 1) comprend 14 clubs au lieu de 10 comme les saisons précédentes. La poule 2 comprend 16 clubs au lieu de 10 et la poule 3 disparait. Les deux poules correspondent toujours aux meilleurs Centres de Formation français. Ainsi les Espoirs de 4 clubs évoluant en Pro D2 pratiqueront au plus haut niveau.
Alors que la catégorie était accessible à tous les joueurs âgés de 18 à 22 ans, la FFR décide d'abaisser la limite d'âge à 21 ans à partir de la saison 2019-2020, en réaction aux multiples accidents mortels survenus sur le terrain à de jeunes joueurs, afin que les joueurs de 18 ans débutant dans la catégorie ne puissent pas rencontrer des joueurs bien plus âgés, au physique plus développé et donc plus dangereux. Les joueurs sous contrat professionnel ou contrat Fédérale 1 ne pourront plus participer a cette compétition. D'autres mesures sont adoptées, comme l'obligation pour les clubs d'évaluer les capacités physiques des joueurs ainsi que la mise en place d'un carton bleu en cas de suspicion de commotion cérébrale ou la présence obligatoire d'un médecin au bord du terrain durant les rencontres.

## Palmarès
- 2025 : Union Bordeaux Bègles bat RC Toulon 22 à 17
- 2024 : Stade toulousain bat Castres olympique 26 à 17
- 2023 : Stade toulousain bat Union Bordeaux Bègles 43 à 7
- 2022 : Stade Aurillacois Cantal Auvergne bat Stade toulousain 37 à 26
- 2021 : Stade toulousain bat l'USA Perpignan 29 à 22
- 2020 : En raison du prolongement de la période de confinement à la suite de la pandémie de maladie à coronavirus, la FFR décide, le 27 mars 2020, d’arrêter définitivement les championnats amateurs à tous niveaux, pour la saison en cours[10]
- 2019 : RC Toulon[11] bat Stade rochelais 26-14
- 2018 : ASM Clermont Auvergne bat Section paloise 24-19
- 2017 : USA Perpignan bat Castres olympique 18-6
- 2016 : Union Bordeaux Bègles bat ASM Clermont Auvergne 29-29
- 2015 : Racing Club de France rugby bat  Stade toulousain 31-21
- 2014 : ASM Clermont Auvergne bat  Aviron bayonnais 22-21
- 2013 : Montpellier HR[12]bat SU Agen 37-20
- 2012 : ASM Clermont Auvergne[13] bat USA Perpignan 22-19
- 2011 : ASM Clermont Auvergne[14] bat RC Toulon 26-19
- 2010 : ASM Clermont Auvergne[15] bat SU Agen 32-30
- 2009 : CA Brive[Note 1],[16] bat ASM Clermont Auvergne 19-19
- 2008 : Montpellier HR[17]
- 2007 : FC Auch bat Montpellier HR 23-21[18]
- 2006 : ASM Clermont Auvergne bat CA Brive 32-20[18]
- 2005 : USA Perpignan bat SU Agen 28-24[18]
- 2004 : SU Agen bat AS Béziers 15-15 puis 22-22[Note 2][18]
- 2003 : Stade toulousain bat ASM Clermont Auvergne 32-25[18]
- 2002 : Stade rochelais bat US Colomiers 28-15[18]
- 2000 : Biarritz olympique bat Saint-Savin sportif 14-8[18]
- 1998 : CS Bourgoin-Jallieu bat SU Agen 54-14[18]
- 1997 : USA Perpignan bat CS Bourgoin-Jallieu 21-13[18]

## Saison 2024-2025
Cette compétition est réservée aux équipes des clubs évoluant dans les compétitions professionnelles et la compétition nationale. Elle est ouverte aux licenciés majeurs de moins de 21 ans (nés en 2004, 2005, 2006 date anniversaire). 
La compétition Reichel-Espoirs Elite de la saison 2024-2025 se composera de 20 équipes : 
- 18 équipes évoluant au niveau Reichel Espoirs Elite lors de la saison 2023-2024
- 2 équipes finalistes de Reichel Espoirs Accession en 2023-2024

A l'issue de la phase qualificative, les associations classées aux quatre premières places de chaque poule sont qualifiées pour les quarts de finale du championnat de France Reichel Espoirs Elite. 
En raison de la réforme des compétitons espoirs, approuvée par le comité directeur de la FFR, aucune relégation sportive n'a lieu à l'issue de la saison 2024-2025. Lors de la saison 2025-2026, les équipes espoirs des clubs de 1re et 2e divisions professionnelles, ainsi que les clubs de Nationale, seront réparties selon le niveau d'engagement de leur équipe « une ».

### Composition des poules de brassages
Groupe Élite classement final
Poule 1
1. Stade toulousain (Top 14) 74pts
2. Stade rochelais (Top 14) 56pts
3. Union Bordeaux Bègles (Top 14) 55pts
4. Section paloise (Top 14) 53pts
5. Racing Club de France (Top 14) 51pts
6. CA Brive (Pro D2) 35pts
7. US Colomiers (Pro D2) 32pts
8. Rouen NR (Nationale) 29pts
9. SU Agen (Pro D2) 20pts
10. Aviron bayonnais (Top 14) 18pts

Poule 2
1. RC Toulon (Top 14) 70pts
2. Castres olympique (Top 14) 61pts
3. Lyon OU (Top 14) 51pts
4. FC Grenoble (Pro D2) 50pts
5. AS Montferrand (Top 14) 48pts
6. USA Perpignan (Top 14) 46pts
7. Montpellier RC (Top 14) 34pts
8. Stade aurillacois (Pro D2) 25pts
9. US Oyonnax (Top 14) 20pts
10. RC Narbonne (Nationale) 18pts

Groupe Accession Playoff
Poule 1 Accession Playoff 
1. Stade français (Top 14) 21pts
2. Biarritz olympique (Pro D2) 20pts
3. RC Vannes (Top 14) 10pts
4. US Dax (Top 14) 6pts

Poule 2 Accession Playoff 
1. Valence Romans DR (Pro D2) 18pts
2. AS Béziers (Pro D2) 18pts
3. CS Bourgoin-Jallieu(Nationale) 16pts
4. US Montauban (Pro D2) 6pts

Poule 1 Accession Challenge 
1. RC Massy (Nationale) 15pts
2. SO Chambéry (Nationale) 13pts
3. Olympique marcquois (Nationale) 0pt

Poule 2 Accession Challenge 
1. Provence Rugby (Nationale) 27pts
2. Stade niçois (Pro D2) 20pts
3. US bressane (Nationale) 9pts
4. US Carcassonne (Nationale) 3pts

Poule 3 Accession Challenge 
1. Stado Tarbes PR (Nationale) 23pts
2. Stade montois (Pro D2) 20pts
3. Stade langonnais (Nationale) 8pts
4. SC Albi (Nationale) 6pts

Poule 4 Accession Challenge 
1. RC Suresnes (Nationale) 24pts
2. USON Nevers (Pro D2) 20pts
3. SA XV (Nationale) 7pts
4. CA Périgueux (Nationale) 6pts

#### Tableau final groupe élite
|  | Quarts de finale               | Quarts de finale               |                                |    | Demi-finales | Demi-finales |  |  | Finale | Finale |
|  | Quarts de finale               | Quarts de finale               |                                |    | Demi-finales | Demi-finales |  |  | Finale | Finale |
|  |                                |                                |                                |    |              |              |  |  |        |        |
|  |                                |                                |                                |    |              |              |  |  |        |        |
|  |                                |                                |                                |    |              |              |  |  |        |        |
|  | Stade toulousain (Top 14)      | 32                             |                                |    |              |              |  |  |        |        |
|  | Stade toulousain (Top 14)      | 32                             |                                |    |              |              |  |  |        |        |
|  | FC Grenoble (Pro D2)           | 29                             |                                |    |              |              |  |  |        |        |
|  | FC Grenoble (Pro D2)           | 29                             | Stade toulousain (Top 14)      | 29 |              |              |  |  |        |        |
|  |                                |                                | Stade toulousain (Top 14)      | 29 |              |              |  |  |        |        |
|  |                                | Union Bordeaux Bègles (Top 14) | 40                             |    |              |              |  |  |        |        |
|  | Castres olympique (Top 14)     | Union Bordeaux Bègles (Top 14) | 40                             | 10 |              |              |  |  |        |        |
|  | Castres olympique (Top 14)     |                                |                                | 10 |              |              |  |  |        |        |
|  | Union Bordeaux Bègles (Top 14) | 22                             |                                |    |              |              |  |  |        |        |
|  | Union Bordeaux Bègles (Top 14) | 22                             | Union Bordeaux Bègles (Top 14) | 22 |              |              |  |  |        |        |
|  |                                |                                | Union Bordeaux Bègles (Top 14) | 22 |              |              |  |  |        |        |
|  |                                | RC Toulon (Top 14)             | 17                             |    |              |              |  |  |        |        |
|  | Stade rochelais (Top 14)       | RC Toulon (Top 14)             | 17                             | 32 |              |              |  |  |        |        |
|  | Stade rochelais (Top 14)       |                                |                                | 32 |              |              |  |  |        |        |
|  | Lyon OU (Top 14)               | 29                             |                                |    |              |              |  |  |        |        |
|  | Lyon OU (Top 14)               | 29                             | Stade rochelais (Top 14)       | 12 |              |              |  |  |        |        |
|  |                                |                                | Stade rochelais (Top 14)       | 12 |              |              |  |  |        |        |
|  |                                | RC Toulon (Top 14)             | 16                             |    |              |              |  |  |        |        |
|  | RC Toulon (Top 14)             | RC Toulon (Top 14)             | 16                             | 23 |              |              |  |  |        |        |
|  | RC Toulon (Top 14)             |                                |                                | 23 |              |              |  |  |        |        |
|  | Section paloise (Top 14)       | 13                             |                                |    |              |              |  |  |        |        |
|  | Section paloise (Top 14)       | 13                             |                                |    |              |              |  |  |        |        |

#### Tableaux finaux groupe accession playoff et groupe accession challenge
Tableau final groupe accession playoff
|  | Demi-finales                | Demi-finales                |                         |    | Finale      | Finale      |
|  | Demi-finales                | Demi-finales                |                         |    | Finale      | Finale      |
|  |                             |                             |                         |    |             |             |
|  | le 25 mai                   | le 25 mai                   |                         |    | le 1er juin | le 1er juin |
|  | le 25 mai                   | le 25 mai                   |                         |    | le 1er juin | le 1er juin |
|  | Stade français (Top 14)     | 31                          |                         |    | le 1er juin | le 1er juin |
|  | Stade français (Top 14)     | 31                          |                         |    | le 1er juin | le 1er juin |
|  | AS Béziers (Pro D2)         | 18                          |                         |    | le 1er juin | le 1er juin |
|  | AS Béziers (Pro D2)         | 18                          | Stade français (Top 14) | 20 |             |             |
|  | le 25 mai                   |                             | Stade français (Top 14) | 20 |             |             |
|  |                             | Biarritz olympique (Pro D2) | 34                      |    |             |             |
|  | Valence Romans DR (Pro D2)  | Biarritz olympique (Pro D2) | 34                      | 17 |             |             |
|  | Valence Romans DR (Pro D2)  |                             |                         | 17 |             |             |
|  | Biarritz olympique (Pro D2) | 30                          |                         |    |             |             |
|  | Biarritz olympique (Pro D2) | 30                          |                         |    |             |             |

Tableau final groupe accession Challenge
|  | Quarts de finale            | Quarts de finale           |                        |    | Demi-finales | Demi-finales |  |  | Finale | Finale |
|  | Quarts de finale            | Quarts de finale           |                        |    | Demi-finales | Demi-finales |  |  | Finale | Finale |
|  |                             |                            |                        |    |              |              |  |  |        |        |
|  |                             |                            |                        |    |              |              |  |  |        |        |
|  |                             |                            |                        |    |              |              |  |  |        |        |
|  | RC Massy (Nationale)        | 14                         |                        |    |              |              |  |  |        |        |
|  | RC Massy (Nationale)        | 14                         |                        |    |              |              |  |  |        |        |
|  | Stade montois (Pro D2)      | 21                         |                        |    |              |              |  |  |        |        |
|  | Stade montois (Pro D2)      | 21                         | Stade montois (Pro D2) | 17 |              |              |  |  |        |        |
|  |                             |                            | Stade montois (Pro D2) | 17 |              |              |  |  |        |        |
|  |                             | Provence Rugby (Nationale) | 7                      |    |              |              |  |  |        |        |
|  | Provence Rugby (Nationale)  | Provence Rugby (Nationale) | 7                      | 25 |              |              |  |  |        |        |
|  | Provence Rugby (Nationale)  |                            |                        | 25 |              |              |  |  |        |        |
|  | USON Nevers (Pro D2)        | 3                          |                        |    |              |              |  |  |        |        |
|  | USON Nevers (Pro D2)        | 3                          | Stade montois (Pro D2) | 17 |              |              |  |  |        |        |
|  |                             |                            | Stade montois (Pro D2) | 17 |              |              |  |  |        |        |
|  |                             | RC Suresnes (Nationale)    | 21                     |    |              |              |  |  |        |        |
|  | Stado Tarbes PR (Nationale) | RC Suresnes (Nationale)    | 21                     | 32 |              |              |  |  |        |        |
|  | Stado Tarbes PR (Nationale) |                            |                        | 32 |              |              |  |  |        |        |
|  | SO Chambéry (Nationale)     | 14                         |                        |    |              |              |  |  |        |        |
|  | SO Chambéry (Nationale)     | 14                         | Stado Tarbes PR        | 19 |              |              |  |  |        |        |
|  |                             |                            | Stado Tarbes PR        | 19 |              |              |  |  |        |        |
|  |                             | RC Suresnes (Nationale)    | 20                     |    |              |              |  |  |        |        |
|  | RC Suresnes (Nationale)     | RC Suresnes (Nationale)    | 20                     | 24 |              |              |  |  |        |        |
|  | RC Suresnes (Nationale)     |                            |                        | 24 |              |              |  |  |        |        |
|  | Stade niçois (Pro D2)       | 18                         |                        |    |              |              |  |  |        |        |
|  | Stade niçois (Pro D2)       | 18                         |                        |    |              |              |  |  |        |        |

## Saison 2023-2024
2 poules groupe élite de 10 équipes,. Les quatre premiers des deux poules se rencontrent en phase finale.
4 poules groupe accession de 6 équipes,. Les deux premiers de chaque poule composent un groupe « Accession Playoff » de 2 poules et les 4 derniers de chaque poule composent un groupe « Accession Challenge » de 4 poules. Les deux premiers des groupes de chaque poule se rencontrent en phase finale.

### Composition des poules de brassages
Groupe Élite classement final
Poule 1
1. Stade toulousain (Top 14) 58pts
2. Castres olympique (Top 14) 55pts
3. Montpellier RC (Top 14) 55pts
4. RC Toulon (Top 14) 54pts
5. USA Perpignan (Top 14) 52pts
6. FC Grenoble (Top 14) 38pts
7. RC Narbonne (Pro D2) 37pts
8. US Oyonnax (Top 14) 36pts
9. US Colomiers (Pro D2) 26pts
10. Provence rugby (Pro D2) 13pts

Poule 2
1. Stade rochelais (Top 14) 79pts
2. AS Montferrand (Top 14) 60pts
3. Section paloise (Top 14) 53pts
4. Racing Club de France (Top 14) 48pts
5. Union Bordeaux Bègles (P) (Top 14) 48pts
6. Aviron bayonnais (Top 14) 40pts
7. CA Brive (Pro D2) 37pts
8. SU Agen (Pro D2) 37pts
9. Stade aurillacois (Pro D2) 13pts
10. Soyaux Angoulême XV (Pro D2) 5pts

Poule 1 - groupe accession brassage
1. Stade français (R) (Top 14)  29pts
2. Rouen NR (Pro D2) 29pts
3. RC Vannes (R) (Pro D2)  28pts
4. USO Nevers (Pro D2) 27pts
5. RC Massy (Nationale) 12pts
6. RC Suresnes (Nationale) 11pts

Poule 2 - groupe accession brassage
1. Lyon OU (Top 14) 47pts
2. Valence Romans DR (Pro D2) 35pts
3. SO Chambéry (Nationale) 25pts
4. US bressane (Pro D2) 15pts
5. CS Bourgoin-Jallieu (Nationale) 15pts
6. CS Vienne (P) (Nationale) 6pts

Poule 3 - groupe accession brassage
1. AS Béziers (Pro D2) 40pts
2. Stade niçois (Nationale) 28pts
3. US Carcassonne (Pro D2) 27pts
4. Blagnac rugby (Nationale) 21pts
5. SC Albi (Nationale) 16pts
6. RC Hyères Carqueiranne La Crau (Nationale) 10pts

Poule 4 - groupe accession brassage
1. US Montauban (Pro D2) 37pts
2. Stade montois (Pro D2) 35pts
3. Biarritz olympique (Pro D2) 26pts
4. Stado Tarbes PR (Nationale) 18pts
5. CA Périgueux (P) (Nationale) 12pts
6. US Dax (Pro D2) 11pts

Poule 1 - groupe accession playoff
1. Lyon OU (Top 14) 24pts
2. Stade français (R) (Top 14) 23pts
3. US Montauban (Pro D2) 8pts
4. Stade niçois (Nationale) 2pts

Poule 2 - groupe accession playoff
1. Rouen NR (Pro D2) 22pts
2. AS Béziers (Pro D2) 18pts
3. Stade montois (Pro D2) 9pts
4. Valence Romans DR (Pro D2) 6pts

Poule 1 - groupe accession challenge
1. RC Suresnes (Nationale) 24pts
2. RC Vannes (R) (Pro D2) 17pts
3. US bressane (Pro D2) 9pts
4. CS Bourgoin-Jallieu (Nationale) 3pts

Poule 2 - groupe accession challenge
1. USO Nevers (Pro D2) 27pts
2. RC Massy (Nationale) 16pts
3. SO Chambéry (Nationale) 12pts
4. CS Vienne (P) (Nationale) -2pts

Poule 3 - groupe accession challenge
1. US Carcassonne (Pro D2) 23pts
2. Stado Tarbes PR (Nationale) 16pts
3. CA Périgueux (P) (Nationale) 12pts
4. RC Hyères Carqueiranne La Crau (Nationale) -1pt

Poule 4 - groupe accession challenge
1. Biarritz olympique (Pro D2) 26pts
2. Blagnac rugby (Nationale) 21pts
3. SC Albi (Nationale) 7pts
4. US Dax (Pro D2) 4pts

#### Tableau final groupe élite
|  | Demi-finales               | Demi-finales               |                           |    | Finale | Finale |
|  | Demi-finales               | Demi-finales               |                           |    | Finale | Finale |
|  |                            |                            |                           |    |        |        |
|  | le 2 juin                  | le 2 juin                  |                           |    | le     | le     |
|  | le 2 juin                  | le 2 juin                  |                           |    | le     | le     |
|  | Stade toulousain (Top 14)  | 24                         |                           |    | le     | le     |
|  | Stade toulousain (Top 14)  | 24                         |                           |    | le     | le     |
|  | AS Montferrand (Top 14)    | 18                         |                           |    | le     | le     |
|  | AS Montferrand (Top 14)    | 18                         | Stade toulousain (Top 14) | 26 |        |        |
|  | le 2 juin                  |                            | Stade toulousain (Top 14) | 26 |        |        |
|  |                            | Castres olympique (Top 14) | 15                        |    |        |        |
|  | Stade rochelais (Top 14)   | Castres olympique (Top 14) | 15                        | 20 |        |        |
|  | Stade rochelais (Top 14)   |                            |                           | 20 |        |        |
|  | Castres olympique (Top 14) | 27                         |                           |    |        |        |
|  | Castres olympique (Top 14) | 27                         |                           |    |        |        |

#### Tableaux finaux groupe accession playoff et groupe accession challenge
Tableau final groupe accession playoff
|  | Demi-finales                | Demi-finales      |                  |    | Finale | Finale |
|  | Demi-finales                | Demi-finales      |                  |    | Finale | Finale |
|  |                             |                   |                  |    |        |        |
|  | le 2 juin                   | le 2 juin         |                  |    | le     | le     |
|  | le 2 juin                   | le 2 juin         |                  |    | le     | le     |
|  | Lyon OU (Top 14)            | 33                |                  |    | le     | le     |
|  | Lyon OU (Top 14)            | 33                |                  |    | le     | le     |
|  | AS Béziers (Pro D2)         | 3                 |                  |    | le     | le     |
|  | AS Béziers (Pro D2)         | 3                 | Lyon OU (Top 14) | 36 |        |        |
|  | le 2 juin                   |                   | Lyon OU (Top 14) | 36 |        |        |
|  |                             | Rouen NR (Pro D2) | 21               |    |        |        |
|  | Rouen NR (Pro D2)           | Rouen NR (Pro D2) | 21               | 27 |        |        |
|  | Rouen NR (Pro D2)           |                   |                  | 27 |        |        |
|  | Stade français (R) (Top 14) | 17                |                  |    |        |        |
|  | Stade français (R) (Top 14) | 17                |                  |    |        |        |

|  | Demi-finales                | Demi-finales                |                         |    | Finale | Finale |
|  | Demi-finales                | Demi-finales                |                         |    | Finale | Finale |
|  |                             |                             |                         |    |        |        |
|  | le 2 juin                   | le 2 juin                   |                         |    | le     | le     |
|  | le 2 juin                   | le 2 juin                   |                         |    | le     | le     |
|  | RC Suresnes (Nationale)     | 7                           |                         |    | le     | le     |
|  | RC Suresnes (Nationale)     | 7                           |                         |    | le     | le     |
|  | USO Nevers (Pro D2)         | 3                           |                         |    | le     | le     |
|  | USO Nevers (Pro D2)         | 3                           | RC Suresnes (Nationale) | 35 |        |        |
|  | le 2 juin                   |                             | RC Suresnes (Nationale) | 35 |        |        |
|  |                             | Biarritz olympique (Pro D2) | 22                      |    |        |        |
|  | US Carcassonne (Pro D2)     | Biarritz olympique (Pro D2) | 22                      | 19 |        |        |
|  | US Carcassonne (Pro D2)     |                             |                         | 19 |        |        |
|  | Biarritz olympique (Pro D2) | 25                          |                         |    |        |        |
|  | Biarritz olympique (Pro D2) | 25                          |                         |    |        |        |

### Finale poule Élite
| 9 juin 2024 | Stade toulousain | 26-15 (19-3) | Castres olympique                                                                                     | Stade Noël Pelissou à Graulhet Arbitre : Mathieu Noirot (arbitre de champ) Pierre Olivier Julien (assistant) Frédéric Chazal (assistant) |
| 9 juin 2024 | Essai(s) : Lacombre (12e), Pouzelgues (17e), Hawkes (31e), Sentubery (74e), Transformation(s) : Remue (12e, 31e, 74e) |              | Essai(s) : Konnov (43e), Teulet (79e) Transformation(s) : Palchine (43e) Pénalité(s) : Chabouni (14e) | Stade Noël Pelissou à Graulhet Arbitre : Mathieu Noirot (arbitre de champ) Pierre Olivier Julien (assistant) Frédéric Chazal (assistant) |
| 9 juin 2024 | |              | | Stade Noël Pelissou à Graulhet Arbitre : Mathieu Noirot (arbitre de champ) Pierre Olivier Julien (assistant) Frédéric Chazal (assistant) |

| · Titulaires · 15 Lucien Richardis · 14 Naïm Ben Alla · 13 Célian Pouzelgues · 12 Lucas Vignières · 11 Mathieu Galtier · 10 Matias Remue 68e · 9 Simon Daroque 76e · 8 Clément Sentubéry (cap.) · 7 Sialevailea Tolofua 76e · 6 Bilal Salhi · 5 Léo Labarthe · 4 Hugo Descube 70e · 3 Malachi Hawkes 76e · 2 Thomas Lacombre 76e · 1 Benjamin Bertrand 68e · Remplaçants · 16 Mathis Caublot 76e · 17 Thomas Agati 68e · 18 Mohamed Megherbi 76e · 19 Raphaël Portat 70e · 20 Nathan Llaveria 76e · 21 Joris Soriano · 22 Florian Remue 68e · 23 Paul Dauguet 76e · Entraîneur · Sam Lacombe · Iosefa Tekori |  | · Titulaires · 15 Mathis Falguera · 14 Yanis Lartigue · 13 Clément Barthes · 12 Dylan Ferrié · 11 Sacha Palchine 62e · 10 Théo Chabouni · 9 Martin Verdu 62e · 8 Dimitrii Dronov 62e 70e · 7 Julian Guiraud 45e · 6 Léo Sagnes 70e · 5 Alexei Konnov 70e · 4 Adrien Tafanel 45e 70e · 3 Esteban Talalua 68e · 2 Stefan Buruiana 56e (cap.) · 1 Louis Chanet 68e · Remplaçants · 16 Lukas Mitu 56e · 17 Mathis Gayraud 68e · 18 Raphaël Nicolas 62e · 19 Maxime Rakotomalala 45e · 20 Ugo Teulet 62e · 21 Melvyn Corpel 62e · 22 Feibyan Tukino 45e · 23 Baptiste Brau 68e · Entraîneur · Cédric Jalabert · Renaud Gely · Marcel Garvey |

## Saison 2007-2008
Les poules sont désormais des oppositions de niveau.
Les quatre premiers de chaque poule de niveau sont qualifiés pour les demi-finales. 

Le vainqueur de chaque finale est déclaré champion de France espoirs Elite, niveau 2 et niveau 3.

## Saison 2006-2007
Cette saison est la dernière ou les poules sont des oppositions géographiques. 

Les cinq premiers de chaque poule sont qualifiés pour les 8e. 

Le vainqueur de la finale est déclaré champion de France espoirs.

## Saison 2005-2006
- ASM Clermont Auvergne-CA Brive : 32-30[153]

## Saison 2004-2005
- USA Perpignan - SU Agen 28-24[154]